# Andrej Lar'kov
Andrej Vital'evič Lar'kov (in russo Андрей Витальевич Ларьков?; 25 novembre 1989) è un fondista russo.

## Biografia
Ha esordito in Coppa del Mondo il 6 febbraio 2011 a Rybinsk (7º) e ai Campionati mondiali a Falun 2015, dove si è classificato 26º nella 15 km e 27º nella 50 km. Ai successivi Mondiali di Lahti 2017 ha vinto la medaglia d'argento nella staffetta ed è stato 5º nella 15 km e 8º nello skiathlon; ai XXIII Giochi olimpici invernali di Pyeongchang 2018, sua prima presenza olimpica, ha vinto la medaglia d'argento nella staffetta, quella di bronzo nella 50 km e si è classificato 20º nella 15 km e 30º nello skiathlon. Ha ottenuto il suo primo podio in Coppa del Mondo nella staffetta di Ulricehamn del 27 gennaio 2019; ai successivi Mondiali di Seefeld in Tirol 2019 ha vinto la medaglia d'argento nella staffetta ed è stato 4º nella 15 km.

## Palmarès

### Olimpiadi
- 2 medaglie:
  - 1 argento (staffetta a Pyeongchang 2018)
  - 1 bronzo (50 km a Pyeongchang 2018)

### Mondiali
- 2 medaglie:
  - 2 argenti (staffetta a Lahti 2017; staffetta a Seefeld in Tirol 2019)

### Coppa del Mondo
- Miglior piazzamento in classifica generale: 12º nel 2019
- 3 podi (1 individuale, 2 a squadre):
  - 2 secondi posti (a squadre)
  - 1 terzo posto (individuale)

#### Coppa del Mondo - competizioni intermedie
- 1 podio di tappa:
  - 1 secondo posto